# Roscoe Karns

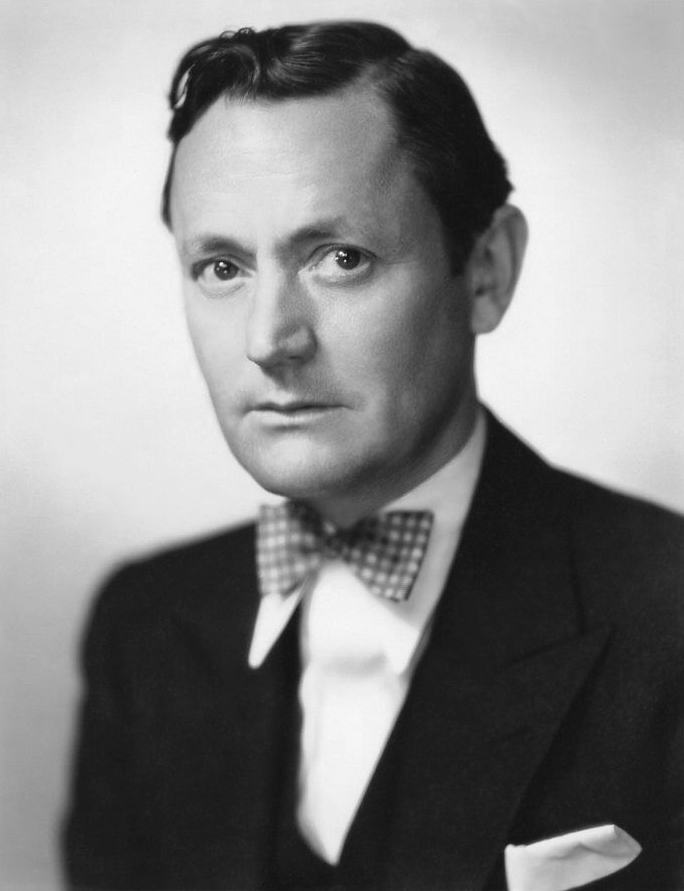
Roscoe Karns (1932)

Roscoe L. Karns (* 7. September 1891 in San Bernardino, Kalifornien; † 6. Februar 1970 in Los Angeles, Kalifornien) war ein US-amerikanischer Schauspieler bei Film, Fernsehen und Theater.

## Leben und Karriere
Roscoe Karns absolvierte seine schulische Ausbildung an einer Militärakademie und an der University of Southern California. Bereits im Alter von 15 Jahren stand er das erste Mal auf einer Theaterbühne und spielte bald in der Theatergruppe von Marjorie Rambeau. In den folgenden Jahren übernahm er zahlreiche Hauptrollen auf den Theaterbühnen um Los Angeles. Sein Filmdebüt gab Karns 1915 im Stummfilm School for Brides. In den 1920er-Jahren konnte er sich beim Film als Nebendarsteller etablieren und spielte an der Seite von Stars wie Estelle Taylor und William Haines. Ende der 1920er-Jahre hatte eine kleine Nebenrolle im ersten abendfüllenden Tonfilm Der Jazzsänger sowie eine etwas größere Rolle als Leutnant im Weltkriegsdrama Wings, das bei der ersten Oscarverleihung den Oscar für den besten Film erhielt. Nach dem Aufkommen des Tonfilms kehrte er für kurze Zeit zum Theater zurück, ehe er wieder ins Filmgeschäft einstieg.
In den 1930er-Jahren spezialisierte sich Karns auf die Verkörperung von witzelnden und extrovertierten, oft etwas aufdringlichen Figuren. Zu Karns’ Markenzeichen wurde dabei seine schnelle Sprechweise. Eine seiner bekanntesten Rollen hatte er als lästiger Busreisender Oscar Shapeley in der mit fünf Oscars ausgezeichneten Komödie Es geschah in einer Nacht, wo er seiner Sitznachbarin Ellie Andrews, gespielt von Claudette Colbert, den letzten Nerv raubt. Die Figur des Oscar Shapeley beeinflusste später die Macher von Bugs Bunny. Er war ebenfalls in weiteren bekannten Screwball-Komödien wie Napoleon vom Broadway, Sein Mädchen für besondere Fälle und Die Frau, von der man spricht zu sehen. Oftmals verkörperte Karns Zeitungsreporter oder Agenten, häufig auch als Sidekick der Hauptfigur. Auch in Kriminalfilmen wurde er gelegentlich als Comic Relief eingesetzt. Zwischen August 1944 und Juni 1945 hatte er eine Rolle im Broadway-Stück School for Brides, das insgesamt 375 Aufführungen hatte.
In den 1950er-Jahren wandte sich Karns zusehends dem Fernsehen zu. Er spielte die Hauptrolle des Detektivs Rocky King in der Krimiserie Rocky King, Inside Detective, von der zwischen 1951 und 1954 über 250 Folgen produziert wurden. Eine weitere Hauptrolle hatte er zwischen 1959 und 1962 in der Fernsehserie Hennesey als mürrischer Admiral Shafer. Nach einem Auftritt neben Rock Hudson in Ein Goldfisch an der Leine zog er sich im Jahr 1964 aus dem Schauspielgeschäft zurück. Insgesamt absolvierte Karns in seiner Karriere rund 150 Film- und Fernsehauftritte.
Karns war von 1920 bis zu seinem Tod mit Mary M. Fraso verheiratet. Sie hatten zwei Kinder, darunter der Schauspieler Todd Karns (1921–2000), der ebenfalls in der Rocky-King-Serie mitspielte und außerdem James Stewarts Bruder Harry im Weihnachtsklassiker Ist das Leben nicht schön? darstellte. Roscoe Karns verstarb 1970 im Alter von 78 Jahren und wurde auf dem Hollywood Forever Cemetery beigesetzt.

## Filmografie (Auswahl)
- 1915: Mr. Carlson of Arizona
- 1919: Gebrochene Blüten (Broken Blossoms)
- 1920: Life of the Party
- 1922: Conquering the Woman
- 1923: Die Zehn Gebote (The Ten Commandments)
- 1927: Der Jazzsänger (The Jazz Singer)
- 1927: Flügel aus Stahl (Wings)
- 1927: Betty auf der Prinzenjagd (Ritzy)
- 1928: Der weiße Harem (Beau Sabreur)
- 1928: Die goldene Hölle (The Trail of ’98)
- 1928: Liebeslüge (The Shopworn Angel)
- 1928: Win That Girl
- 1931: Das Luftschiff (Dirigible)
- 1931: Laughing Sinners
- 1932: Reise ohne Wiederkehr (One Way Passage)
- 1932: Ein ausgefuchster Gauner (High Pressure)
- 1932: Night After Night
- 1932: Wenn ich eine Million hätte (If I Had a Million)
- 1933: Alice im Wunderland (Alice in Wonderland)
- 1933: Today We Live
- 1934: I Sell Anything
- 1934: Es geschah in einer Nacht (It Happened One Night)
- 1934: Napoleon vom Broadway (Twentieth Century)
- 1935: Licht im Dunkeln (Wings in the Dark)
- 1935: Die Frau auf Seite 1 (Front Page Woman)
- 1936: Kain und Mabel (Cain and Mabel)
- 1937: Clarence
- 1938: Gefährliche Mitwisser (Dangerous to Know)
- 1938: Du und ich (You and Me)
- 1939: That’s Right – You’re Wrong
- 1940: Nachts unterwegs (They Drive by Night)
- 1940: Sein Mädchen für besondere Fälle (His Girl Friday)
- 1940: Der Traum vom schöneren Leben (Saturday’s Children)
- 1941: Mr. X auf Abwegen (Footsteps in the Dark)
- 1942: Die Frau, von der man spricht (Woman of the Year)
- 1943: Die Stubenfee (His Butler’s Sister)
- 1943: In Freundschaft verbunden (Old Acquaintance)
- 1943: Riding High
- 1944: Minstrel Man
- 1948: Texas, Brooklyn & Heaven
- 1951–1954: Rocky King, Detective (Fernsehserie, 255 Folgen)
- 1958: Der Zwiebelkopf (Onionhead)
- 1959–1962: Hennesey (Fernsehserie, 73 Folgen)
- 1964: Ein Goldfisch an der Leine (Man’s Favorite Sport?)